# One Foot in the Grave
One Foot in the Grave è il quarto album discografico di Beck, pubblicato nel giugno del 1994 dall'etichetta indipendente K Records.

## Tracce
1. He's A Mighty Good Leader (Traditional) – 2:41
2. Sleeping Bag – 2:15
3. I Get Lonesome – 2:50
4. Burnt Orange Peel – 1:39
5. Cyanide Breath Mint – 1:37
6. See Water – 2:22
7. Ziplock Bag – 1:44
8. Hollow Log – 1:53
9. Forcefield – 3:31
10. Fourteen Rivers Fourteen Floods – 2:54
11. Asshole – 2:32
12. I've Seen The Land Beyond – 1:40
13. Outcome – 2:10
14. Girl Dreams – 2:02
15. Painted Eyelids – 3:06
16. Atmospheric Conditions – 2:09

Versione giapponese bonus track
1. It's All In Your Mind – 2:56
2. Feather In Your Cap – 1:12
3. Whiskey Can Can – 2:15

## Deluxe edition
Nell'aprile 2009 è stata pubblicata una edizione deluxe dell'album contenente le seguenti tracce addizionali:
1. It's All In Your Mind – 2:54
2. Whiskey Can Can – 2:12
3. Mattress – 2:31
4. Woe On Me – 3:10
5. Teenage Wastebasket (Electric & Band) – 2:28
6. Your Love Is Weird – 2:27
7. Favorite Nerve – 2:05
8. Piss On The Door – 2:05
9. Close To God – 2:28
10. Sweet Satan – 1:45
11. Burning Boyfriend – 1:12
12. Black Lake Morning – 2:25
13. Feather In Your Cap – 1:13
14. One Foot In The Grave – 3:18
15. Teenage Wastebasket (Acoustic) – 1:27
16. I Get Lonesome (Alternate Version) – 1:56

## Musicisti
- Beck – basso, chitarra, batteria, voce
- Calvin Johnson – voce
- Chris Ballew – basso, chitarra
- James Bertram – basso
- Sam Jayne – voce
- Scott Plouf – batteria
- Mario Prietto – bonghi